# Rainha Diaba
Rainha Diaba és una pel·lícula brasilera de 1974, dirigida per Antonio Carlos da Fontoura, amb guió de Plínio Marcos.

## Sinopsi
La història gira al voltant d'un homosexual autoanomenat Diaba (Milton Gonçalves), que controla una xarxa de tràfic de drogues a la regió, des d'una habitació, a la part posterior d'un prostíbul. En assabentar-se que un dels seus homes està a punt de ser arrestat per la policia, decideix utilitzar un boc expiatori, Bereco, un jove orgullós de si mateix (Stepan Nercessian), per tal d'implicar-lo en una sèrie de crims i lliurar-lo com si fos. el veritable implicat.
A partir d'aquí, la trama agafa altres direccions. Els comandants de Diaba, revoltats per l'autoritarisme del cap, es rebel·len a través de Catitu (Nelson Xavier). Bereco, per la seva banda, reforça i intenta entrar al comerç pel seu compte, cosa que va provocar una guerra a llinframón de Rio de Janeiro.

## Inspiració
La pel·lícula Rainha Diaba està lliurement inspirada en el criminal carioca de l primera meitat del segle xx, João Francisco dos Santos, conegut com a Madame Satã.

## Repartiment
- Milton Gonçalves
- Odete Lara
- Stephan Nercessian
- Nelson Xavier
- Yara Cortes
- Wilson Grey
- Edgar Gurgel Aranha
- Lutero Luiz
- Geraldo Sobreira
- Quim Negro
- Artur Maia
- Marquinhos Rebu
- Perfeito Fortuna
- Fábio Camargo
- Haroldo de Oliveira
- Procópio Mariano
- Samuca
- Paulo Roberto
- Selma Caronezzi

## Nominacions i premis
Fou projectada com a part de la selecció oficial al Festival Internacional de Cinema de Sant Sebastià 1975. L'actor Milton Gonçalves i en fotògraf José Medeiros van guanyar el Trofeu Candango al Festival de Cinema de Brasília. I Ángelo de Aquino va guanyar el premi al millor vestuari del Premi APCA.